# Cope India
Cope India são uma série de exercícios internacionais de Força Aérea entre a US Air Force e a Indian Air Force conduzidos sobre o território indiano. o primeiro destes exercícios, que demandou vários meses de preparação, foi realizado na estação da força aérea em Gwalior entre 16 e 27 de fevereiro de 2004, com a retirada das tropas e frota da US Air Force em 27 de fevereiro. O exercício incluía testes, práticas e demonstrações de voo, além de palestras sobre temas relacionados a aviação. Houve ainda eventos midiáticos e interação social entre as tropas de ambos países. Após o evento, a Indian Air Force indicou que "o respeito mútuo e camaradagem que foram desenvolvidos entre membros dos dois lados cimentaram um fundamento firme para avanços rumo ainda maior bilateralidade." De acordo com relatórios da imprensa, representantes norte-americanos consideraram o Cope India uma "experiência positiva" que levou à reavaliação de algumas suposições quanto à táticas aéreas dos EUA. O exercício se repetiu em 2005, 2006, e 2009.